# 五泉市営野球場
五泉市営野球場（ごせんしえいやきゅうじょう）は、新潟県五泉市にある野球場。五泉市が運営管理を行っている。

## 概要・歴史
1994年竣工。硬式野球でも使用できるよう設計されているものの、開場からしばらくの間、高校野球などアマチュア野球公式戦の開催実績は乏しかった。しかし1999年秋季以降は高校野球の開催数が増加し、平均で年間合計10日間程度の開催日が設定されている。
また2007年に発足したベースボール・チャレンジ・リーグ（発足当時は北信越ベースボール・チャレンジ・リーグ）の新潟アルビレックス・ベースボール・クラブは、創立当初は新潟市東区に拠点を置いていたことなどから、当球場を練習場のひとつとして使用していた他、2011年までは公式戦を毎年開催していた。2015年は当初日程では予定がなかったが、雨天中止に伴う振替試合が7月2日に実施された。2016年からは再び開催が途絶えるも、2018年は3年ぶりに1試合が開催された。2019年、2020年にも試合が開催されている。
2009年に開催されたトキめき新潟国体における軟式野球の会場のひとつでもある。

## 施設概要
- グラウンド面積：15,000m2
- 両翼：96m、中堅：120m
- 照明設備：なし
- 収容人数：2,200人
  - メインスタンド：鉄筋コンクリート造、座席：FRP製ベンチ
  - 一、三塁側スタンド：土盛り、座席：コンクリート打ち放し（一部芝生席）
  - 外野スタンド：土盛り、芝生席、座席なし
- スコアボード：パネル式

## 交通
公共交通
- JR磐越西線 五泉駅または北五泉駅よりタクシーで約10分、またはごせん乗合タクシー「さくら号」利用。
- JR信越本線 矢代田駅東口よりタクシーで約10分

自動車
- 国道403号（新津南バイパス）矢代田交差点から新潟県道41号白根安田線経由で約15分